# 7 Weeks: Live in America, 2003
7 Weeks: Live in America, 2003 es el primer álbum en vivo de la banda de metal cristiano Stryper. Fue grabado en 2003 durante la gira de reunión de la banda y publicado el 18 de mayo de 2004. También se grabó durante un concierto de la banda en San Juan, Puerto Rico un DVD en vivo de nombre Stryper: Live in Puerto Rico que se suponía que debía ser publicado junto con el álbum, pero no salió a la venta sino hasta septiembre de 2006.

## Lista de canciones
1. Sing-Along Song
2. Makes Me Wanna Sing
3. Calling on You
4. Free
5. More Than a Man
6. Caught in the Middle
7. Reach Out
8. Loud N Clear
9. The Way
10. Soldiers Under Command
11. To Hell with the Devil
12. Honestly
13. Winter Wonderland
14. Closing Prayer

- Datos: Q2267634